# NEW YEAR CONCERT'87 武道館LIVE
『NEW YEAR CONCERT'87 武道館LIVE』（ニューイヤーコンサート'87ぶどうかんライブ）は、少年隊のライブ・ビデオ。VHSは1987年2月25日発売。発売元はワーナー・パイオニア。

## 概要
1987年1月1日に行われたコンサートの模様を収録。
後にベストアルバム『少年隊 35th Anniversary Best』完全発注限定盤で初DVD化となった。

## 収録曲
1. ヴギウギ・キャット!
2. デカメロン伝説
3. トワイライト・フィーリング
4. メドレー
  1. 踊り子
  2. サクセス・ストリート
  3. あなたに今Good-by
  4. 急げ!若者
  5. HAPPY PEOPLE
5. 大漁唄い込み - 錦織一清
6. 三味線ブギ
7. 日本よいとこ摩訶不思議
8. SILENT LADY - 植草克秀
9. HEARTS - 東山紀之
10. いちばん小さなプラネタリウム
11. FRIDAY NIGHT - 錦織一清
12. ZERO
13. TENSION - 男闘呼組
14. メドレー
  1. WHEN I THINK OF YOU（原曲:ジャネット・ジャクソン）
  2. VENUS（原曲:ショッキング・ブルー、バナナラマ）
  3. DIGGING YOUR SCENE（原曲:ブロウ・モンキーズ）
  4. STRENGTH OF YOUR NATURE（原曲:スタイル・カウンシル）
15. レイニー・エクスプレス
16. ONE STEP BEYOND
17. 春風にイイネ!
18. バラードのように眠れ
19. ダイヤモンド・アイズ
20. ローリング・ストーンズメドレー
  1. I'M ALRIGHT
  2. EVERYBODY NEEDS SOMEBODY TO LOVE
  3. （I CAN'T GET NO） SATISFACTION
  4. JUMPIN' JACK FLASH
21. 仮面舞踏会
22. 星屑のスパンコール